# Paris-Nice de 1998
A Paris-Nice de 1998, foi a edição número 56 da carreira, que esteve composta de oito etapas do 8 ao 15 março 1998. Os ciclistas completaram um percurso de 1.257 km com saída em Suresnes e chegada a Nice, na França. A carreira foi vencida pelo belga Frank Vandenbroucke, que foi acompanhado no pódio pelo francês Laurent Jalabert e o espanhol Marcelino García.

## Resumo das etapas
| Etapa | Data        | Percurso                    | km       | Ganhador            | Líder               |
| ----- | ----------- | --------------------------- | -------- | ------------------- | ------------------- |
| 1ª    | 8 de março  | Suresnes-Paris (CRI)        | 10.2 km  | Frank Vandenbroucke | Frank Vandenbroucke |
| 2ª    | 9 de março  | Montereau-Sens              | 170.2 km | David Etxebarria    | Frank Vandenbroucke |
| 3ª    | 10 de março | Sens-Nevers                 | 195.8 km | Tom Steels          | Frank Vandenbroucke |
| 4ª    | 11 de março | Nevers-Vichy                | 194.5 km | Tom Steels          | Frank Vandenbroucke |
| 5ª    | 12 de março | Cusset-Col de la Republique | 113 km   | Frank Vandenbroucke | Frank Vandenbroucke |
| 6ª    | 13 de março | Montélimar-Sisteron         | 189 km   | Andrei Tchmil       | Frank Vandenbroucke |
| 7ª    | 14 de março | Sisteron-Cannes             | 223 km   | Andrei Tchmil       | Frank Vandenbroucke |
| 8ª    | 15 de março | Nice-Nice                   | 161.4 km | Christophe Capelle  | Frank Vandenbroucke |

## Etapas

### 1ª etapa
8-03-1998. Suresnes-Paris, 10.2 km.  (CRI)
|   | Ciclista            | Equipa        | Tempo   |
| - | ------------------- | ------------- | ------- |
| 1 | Frank Vandenbroucke | Mapei-Bricobi | 12' 31" |
| 2 | Laurent Jalabert    | ONZE          | + 7"    |
| 3 | Bruno Boscardin     | Festina-Lotus | + 19"   |

### 2ª etapa
9-03-1998. Montereau-Sens 170.2 km.
|   | Ciclista            | Equipa        | Tempo      |
| - | ------------------- | ------------- | ---------- |
| 1 | David Etxebarria    | ONZE          | 4h 25' 24" |
| 2 | Lauri Aus           | Casino-Ag2r   | + 2"       |
| 3 | Frank Vandenbroucke | Mapei-Bricobi | + 5"       |

### 3ª etapa
10-03-1998. Sens-Nevers 195.8 km.
|   | Ciclista            | Equipa                   | Tempo      |
| - | ------------------- | ------------------------ | ---------- |
| 1 | Tom Steels          | Mapei-Bricobi            | 5h 27' 15" |
| 2 | Frédéric Moncassin  | Gan                      | m. t.      |
| 3 | Gian-Matteo Fagnini | Saeco Macchine per Caffé | m. t.      |

### 4ª etapa
11-03-1998. Nevers-Vichy, 194.5 km.
|   | Ciclista       | Equipa         | Tempo      |
| - | -------------- | -------------- | ---------- |
| 1 | Tom Steels     | Mapei-Bricobi  | 5h 08' 43" |
| 2 | Andrei Tchmil  | Lotto-Mobistar | m. t.      |
| 3 | Stuart O'Grady | Gan            | m. t."     |

### 5ª etapa
12-03-1998. Cusset-Col da République, 113 km.
Saída real em Saint-Just-en-Chevalet (a 44 km. de Cusset) por culpa da neve e o gelo nas estradas. Os ciclistas chegaram em carro.
|   | Ciclista            | Equipa        | Tempo      |
| - | ------------------- | ------------- | ---------- |
| 1 | Frank Vandenbroucke | Mapei-Bricobi | 2h 42' 08" |
| 2 | Marcelino García    | ONZE          | + 2"       |
| 3 | Alex Zülle          | Festina-Lotus | + 22"      |

### 6ª etapa
13-03-1998. Montélimar-Sisteron, 189 km.
|   | Ciclista          | Equipa         | Tempo      |
| - | ----------------- | -------------- | ---------- |
| 1 | Andrei Tchmil     | Lotto-Mobistar | 4h 29' 45" |
| 2 | Francisco Mancebo | Banesto        | m. t.      |
| 3 | José Luis Arrieta | Banesto        | m. t.      |

### 7ª etapa
14-03-1998. Sisteron-Cannes, 223 km.
|   | Ciclista         | Equipa         | Tempo      |
| - | ---------------- | -------------- | ---------- |
| 1 | Andrei Tchmil    | Lotto-Mobistar | 5h 24' 02" |
| 2 | Stéphane Barthe  | Casino-Ag2r    | m. t.      |
| 3 | Laurent Jalabert | ONZE           | m. t.      |

### 8ª etapa
15-03-1998. Nice-Nice, 161.4 km.
Chegada situada no Passeio dos Ingleses.
|   | Ciclista           | Equipa          | Tempo      |
| - | ------------------ | --------------- | ---------- |
| 1 | Christophe Capelle | Cofidis         | 3h 55' 30" |
| 2 | Tom Steels         | Mapei-Bricobi   | m. t.      |
| 3 | Jay Sweet          | BigMat-Auber'93 | m. t.      |

## Classificações finais

### Classificação geral
| Pos. | Ciclista            | Equipa             | Tempo       |
| ---- | ------------------- | ------------------ | ----------- |
|      | Frank Vandenbroucke | Mapei-Bricobi      | 31h 45' 03" |
| 2    | Laurent Jalabert    | ONZE               | + 40"       |
| 3    | Marcelino García    | ONZE               | + 48"       |
| 4    | Alex Zülle          | Festina-Lotus      | + 59"       |
| 5    | Rodolfo Massi       | Casino-Ag2r        | + 1' 11"    |
| 6    | Christophe Moreau   | Festina-Lotus      | + 1' 14"    |
| 7    | Mikel Zarrabeitia   | ONZE               | + 1' 25"    |
| 8    | Laurent Dufaux      | Festina-Lotus      | + 1' 29"    |
| 9    | Peter Luttenberger  | Rabobank           | m. t.       |
| 10   | Roberto Heras       | Kelme-Costa Blanca | + 1' 45"    |